# Šinigoj
Šinigoj je priimek več znanih Slovencev:
- Aleksander Šinigoj, vodilni strokovnjak in predavatelj na področju NLP in hipnoze
- Anton Šinigoj (1900—1976), veleposestnik in industriálec
- Barbara Šinigoj, zborovodkinja?/pevka, pevska pedagoginja
- Boris Šinigoj (*1938), glasbenik pozavnist in direktor SF
- Boris Šinigoj ml. (*1962), filozof in glasbenik - lutnjar (renesančna glasba)
- Damijan Šinigoj (*1964), pisatelj, prevajalec, urednik, publicist; jamar
- Dušan Šinigoj (1933—2024), ekonomist in politik
- Grozdan Šinigoj (1936—2016), gospodarstvenik, politik, odvetnik
- Jasna Šinigoj, geologinja
- Ksenija Šinigoj Gačnik (*1953), kemičarka
- Sonja Šinigoj, podjetnica, direktorica podjetja SAOP
- Sonja Šinigoj Cijan, zdravnica pediatrinja (Stara Gora)
- Špela Šinigoj, sociologinja kulture, gledališka pedagoginja ?